# Bien inventariado del patrimonio cultural aragonés

Se denomina bien inventariado del patrimonio cultural aragonés (BI) según indica la definición del artículo 14 de la Ley 3/1999 de 10 de marzo del Patrimonio Cultural Aragonés, a los bienes culturales que no tienen la consideración de Bien de Interés Cultural o Bien Catalogado ,están incluidos en el Inventario del Patrimonio Cultural Aragonés y forman parte del Censo General del Patrimonio Cultural Aragonés.
Los BI son el tercer escalón en importancia dentro de los bienes culturales protegidos del patrimonio cultural aragonés, pero también forman parte de este, y también son inscritos en el Censo General. Su inclusión en el inventario no exige descripción del bien.

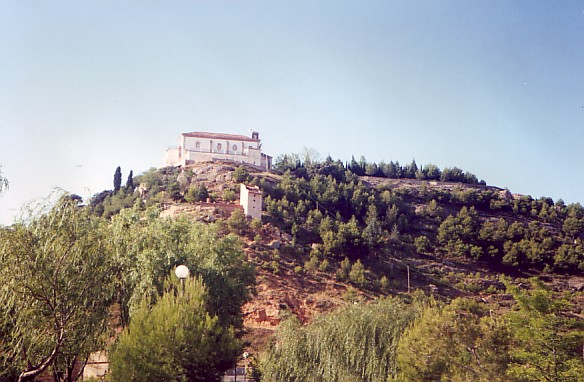
Ermita de San Macario (Andorra) Ejemplo de Bien inventariado